# Mladen Ivanić
Mladen Ivanić (en serbio: Младен Иванић; Sanski Most, 16 de septiembre de 1958) es un político serbobosnio, fundador y expresidente del Partido del Progreso Democrático.
Fue elegido el 12 de octubre de 2014 para un mandato de cuatro años como miembro serbio de la presidencia tripartita de Bosnia y Herzegovina, y asumió el cargo el 17 de noviembre de 2014, como lo hicieron los otros dos miembros elegidos al mismo tiempo, Dragan Čović y Bakir Izetbegović.

## Biografía

### Primeros años
Estudió economía en la universidad de Banja Luka y en 1988 recibió su doctorado en Belgrado. Desde 1985 trabajó como asistente y desde 1988 como profesor en las universidades de Banja Luka, Sarajevo y en varias universidades extranjeras.

### Carrera política
En 1988 fue elegido uno de los nueve miembros de la presidencia de la República Socialista de Bosnia-Herzegovina.
De 2001 a 2003, fue primer ministro de la República Srpska. En 2003 fue nombrado ministro de asuntos exteriores de Bosnia y Herzegovina, ocupando el cargo hasta febrero de 2007, cuando fue elegido miembro de la Cámara de los Pueblos, la segunda cámara del parlamento del país. Hasta la salida de su partido de la coalición de gobierno, fue presidente de dicha cámara. También ha sido miembro de la Asamblea Parlamentaria del Consejo de Europa.
En 2007, se postuló sin éxito para el cargo de Presidente de la República Srpska.
En junio de 2008, fue condenado a 18 meses de prisión por descuidar sus deberes en relación con un caso de corrupción. Apeló con éxito el veredicto y el 16 de julio de 2010, el Tribunal del Estado de Bosnia y Herzegovina anuló la sentencia de 2008, siendo absuelto de todas las denuncias.
El 7 de octubre de 2018, perdió la reelección a la presidencia bosnia ante el nacionalista serbio prorruso Milorad Dodik.